# Гендергэп
Гендергэ́п (англ. gender gap, gender_gap), также ге́ндерный пробе́л или ге́ндерный штрих, — в лингвистике символ подчёркивания, разделяющий основу слова и его окончание для достижения гендерной нейтральности языка.
Использование штриха означает не только упоминание двух гендеров — мужского и женского, — но и всех других возможных гендерных идентичностей, включая небинарные и неопределённые.

## Использование в немецком языке

### История возникновения и примеры использования
Началом использования символа подчёркивания в таком значении принято считать статью Штеффена Китти Херманна (нем. Steffen Kitty Herrmann), опубликованную в 2003 году на немецком языке. Сам же термин «гендергэп» для обозначения такой практики появился несколько позднее и был скопирован с английского языка, в котором он обозначает неравенство полов. Использование гендергэпа получило широкое распространение в современном немецком языке в первую очередь в Германии, а также в Австрии.
В немецком языке гендергэп используется путём навешивания дополнительного женского окончания на существительные и прилагательные мужского рода, которые традиционно используются для коллективного обращения (общий мужской род, употребляемый для обращения к группам людей обоих полов). Вариацией гендергэпа является использование на том же месте и с той же целью «гендерной звёздочки» (нем. Gender-Star) вместо знака подчёркивания.
| Гендергэп                   | Общий мужской род    | Полная форма с указанием обоих родов             |
| --------------------------- | -------------------- | ------------------------------------------------ |
| liebe Kolleg_innen          | liebe Kollegen       | liebe Kollegen und Kolleginnen                   |
| liebe Schüler_innen         | liebe Schüler        | liebe Schülerinnen und Schüler                   |
| liebe_r Mitarbeiter_in      | lieber Mitarbeiter   | liebe Mitarbeiterin, lieber Mitarbeiter          |
| liebe Teilnehmer_innen      | liebe Teilnehmer     | liebe Teilnehmer und Teilnehmerinnen             |
| liebe_r Student_in          | lieber Student       | lieber Student, liebe Studentin                  |
| 300 Ärzt_innen              | 300 Ärzte            | 300 Ärzte und Ärztinnen                          |
| der_die Interviewpartner_in | der Interviewpartner | der Interviewpartner oder die Interviewpartnerin |
| ein_e Befragte_r            | ein Befragter        | ein Befragter oder eine Befragte                 |

Использование гендергэпа или гендерной звёздочки в немецком языке более удачно смотрится при упоминании существительных во множественном числе. Однако в единственном числе во многих случаях такая форма затруднительна или невозможна по причине специфики немецкого языка, например во фразе «der Arzt oder die Ärztin» (в женской форме присутствует умлаут, а в мужской — нет). Как возможное решение, предлагается также использовать звёздочку или знак подчёркивания после буквы, принимающей умлаут в женском роде, например der_die A_rtz_in или der*die A*rzt*in.

### Официальное использование
На практике гендергэп и гендерная звёздочка используются в первую очередь в феминистской, квирной или университетской среде. При этом в основном речь идёт о письменной речи. При чтении или произношении слова с гендергэпом или гендерной звёздочкой рекомендуется на её месте делать короткую паузу, чтобы произнесённое слово не было воспринято за женскую форму.
В ноябре 2015 года немецкая партия «Зелёных» стала первой партией, которая на своём очередном партийном заседании на официальном уровне проголосовала за обязательное использование гендерной звёздочки во всех случаях, где это возможно, призвав в остальных случаях прибегать к другим описательным терминам без указания пола. Использование гендерной звёздочки также, например, было введено в официальный язык делопроизводства в администрации берлинского округа Фридрихсхайн-Кройцберг. С апреля 2016 года гендергэп обязателен к использованию в делопроизводстве в администрации берлинского округа Темпельхоф-Шёнеберг. Также и в других округах столицы в скором времени планируется введение использования гендерной звёздочки или гендергэпа, несмотря на возражения ХДС и АдГ, которые апеллируют к тому, что такая практика противоречит существующим правилам немецкой грамматики и способствует усложнению восприятия текстов.

### Лингвистическая критика
В июле 2014 года более 800 профессоров, учителей и журналистов Австрии (среди них Рудольф Ташнер, Крис Лонер и Конрад Лисман и другие) подписали открытое письмо, обращённое к вице-канцлеру Райнхольду Миттерленеру и министру образования Габриэле Хайниш-Хозек, в котором взывали к возвращению к «языковой норме» и прекращению распространения навязываемых сверху формулировок, получающих распространение в законах, официальных документах и школьных учебниках.
Известным критиком использования гендергэпа и гендерной звёздочки является немецкий лингвист и специалист в области грамматики немецкого языка Петер Айзенберг, который называет такую практику идеологическими языковыми манипуляциями. По его словам, немецкий язык даёт достаточное число возможностей упоминания женщин в речи без использования искусственных конструкций. Айзенберг приводит примеры, в которых следование правилам гендерных штрихов или звёздочек приводит к абсурдным конструкциям вроде Bäcker*innenauszubildende*r. По его мнению, подобные искусственные изменения естественного языка сродни генной инженерии.
В немецком языке существует множество других примеров, в которых использование гендерных штрихов или звёздочек приводит к тому, что текст становится нечитаемым:
| Гендергэп         | Полная форма                   |
| ----------------- | ------------------------------ |
| jede_r Anwalt_in  | jeder Anwalt und jede Anwältin |
| ein_e Beamt_er_in | ein Beamter oder eine Beamtin  |
| die_der Zeug_in_e | der Zeuge oder die Zeugin      |

## Использование в русском языке
В русский язык гендергэп был заимствован из немецкого языка, при этом из-за различий в грамматическом образовании женской формы слова (феминативов) в немецком и русском языках конструкции с гендергэпом в русском языке выглядят иногда странно и даже причудливо, когда часть слова, стоящая до гендергэпа, не совпадает с мужской формой. Дискуссии о внедрении подобных форм в русском языке на современном этапе не ведутся на уровне лингвистов, а имеют место в социальных сетях и среди активистов:
| Гендергэп     | Полная форма            |
| ------------- | ----------------------- |
| студент_ка    | студент и студентка     |
| читатель_ница | читатель и читательница |
| участни_ца    | участник и участница    |
| актр_иса      | актёр и актриса         |
| граф_иня      | граф и графиня          |

## Схожие явления
В современном французском языке для формирования гендерно-нейтральных форм может использоваться интерпункт: étudiant — «студент», étudiante — «студентка», étudiant·e — «студент_ка», см. инклюзивный французский язык.